# Kanton Vincennes
Der Kanton Vincennes ist seit 2015 ein französischer Wahlkreis für die Wahl des Départementrats im Arrondissement Nogent-sur-Marne, im Département Val-de-Marne und in der Region Île-de-France; sein Bureau centralisateur befindet sich in Vincennes.

## Gemeinden
Der Kanton besteht aus zwei Gemeinden und Gemeindeteilen mit insgesamt 60.587 Einwohnern (Stand: 1. Januar 2022) auf einer Gesamtfläche von 2,55 km²:
| Gemeinde         | Einwohner 1. Januar 2022 | Fläche km² | Dichte Einw./km² | Code INSEE | Postleitzahl |
| ---------------- | ------------------------ | ---------- | ---------------- | ---------- | ------------ |
| Saint-Mandé      | 21.223                   | 0,92       | 23.068           | 94067      | 94160        |
| Vincennes        | 39.364                   | 1,63       | 24.150           | 94080      | 94300        |
| Kanton Vincennes | 60.587                   | 2,55       | 23.760           | 9423       | –            |

1. ↑   Nur der westliche Teil der Gemeinde, der Rest gehört zum Kanton Fontenay-sous-Bois.